# El escudo del cóndor
 El escudo del cóndor es una película de  Argentina en colores  dirigida por Luis Palomares según su propio guion escrito en colaboración con Gloria Grün según el argumento de Gloria Grün que se estrenó el 20 de abril de 1989.

## Sinopsis
Un pequeño peón de circo y su domadora son enviados a un planeta desconocido en el cual, protegido con su poderoso escudo, lucha contra robots.

## Narradores
- Ricardo Martínez Puente
- Manuel Callau